# Irssi
 (avril 2023).
Irssi est un client IRC libre, écrit initialement par Timo Sirainen et publié sous la licence publique générale GNU (ou licence GPL). Il est écrit en langage C, fonctionne en ligne de commande et présente une interface graphique interactive[Quoi ?] en mode texte.
Irssi a initialement été écrit pour fonctionner sous tout système UNIX, mais il fonctionne également sous Windows en utilisant Cygwin. Irssi peut également être compilé pour Windows, mais cela lui ôte certaines fonctionnalités utiles[réf. nécessaire][évasif].
Le binaire botti[Quoi ?] inclus dans ce logiciel, fonctionne comme un module et sans interface[pas clair]. Son but premier est de fonctionner comme un robot[Quoi ?] (bot) IRC, mais il peut être également utilisé dans d'autres domaines, notamment en fonction des modules qu'il sera chargé d'utiliser[évasif].
Une version complète existe pour Mac OS X, comprenant une version texte utilisant Fink ou MacPorts, et deux versions natives, MacIrssi et Irssix, ce dernier se servant du framework Cocoa.
Le client Colloquy, auparavant sous Cocoa, exploite désormais[Quand ?] son propre moteur[Quoi ?] IRC.
Contrairement à nombre de clients IRC en mode texte, irssi ne se base pas sur le code de ircII et a été écrit depuis zéro[pas clair]. Cela a libéré les développeurs[Lesquels ?] des contraintes liées à l'utilisation d'un code existant, leur donnant toute latitude sur les questions de sécurité et de personnalisation. De nombreux modules et scripts Perl sont disponibles[Où ?] pour étendre ses fonctions et son apparence.
Irssi peut être personnalisé par son interface ainsi que par ses directives de configuration, dont la syntaxe rappelle celle des structures de données en Perl.
Le nom irssi vient de l'argot finnois « irssi » signifiant IRC[réf. souhaitée].

## Commandes principales
Les commandes principales d'Irssi sont les mêmes que de nombreux autres clients IRC :
Se connecter a un serveur :
```
/server irc.host.com
```

Changer de Nick:
```
/nick MonNick
```

Rejoindre un canal:
```
/join canal
```

Lancer une discussion privée:
```
/query nick
```

Néanmoins, Irssi dispose de nombreuses commandes bien pratique si on veut automatiser le processus de connexion, ou le thème:
Automatiser la connexion a un serveur au démarrage:
```
/server ADD -auto -network NetworkName irc.host.com 6667
```

Ici, 6667 est le port de connexion (par défaut).
Lancement de commande à la connexion d'un serveur:
```
 /network add -nick "pseudonyme" -user "nom_d_utilisateur_à_afficher" -realname "nom_réel_à_afficher" -autosendcmd "/msg NickServ  IDENTIFY password;wait 8000" networkName
```

Ici, l'attribut "-autosendcmd" permet de démarrer une commande à la connexion, (dans ce cas la, une connexion à un compte protégé).
Rejoindre un canal automatiquement:
```
/channel add -auto #mon_canal networkName
```

Pour ajouter un thème:
Le thème doit se trouver dans le dossier "~/.irssi/".
Voici une liste de thèmes pour Irssi: http://www.irssi.org/themes
Pour charger un thème:
```
/set theme nom_du_theme
```